# Instalações da segunda e terceira classes do RMS Titanic
As acomodações da Segunda Classe e instalações a bordo do Titanic eram o equivalente em conforto e espaço a muitas instalações da Primeira Classe em outros navios da época. Embora as seções de 2ª e 3ª classe do navio ocupassem uma proporção muito menor de espaço total do que as de Primeira Classe, havia várias salas públicas grandes e confortáveis e elevadores para os passageiros desfrutarem
A Terceira Classe também era notavelmente confortável para os padrões da época, além dos elevadores. Um salão de refeições fornecia aos passageiros destas áreas três refeições simples, mas saudáveis, três vezes ao dia, em uma época em que muitos navios forçavam os passageiros da terceira classe a trazer suas próprias provisões de comida para a viagem.

## Segunda Classe

### Acomodação

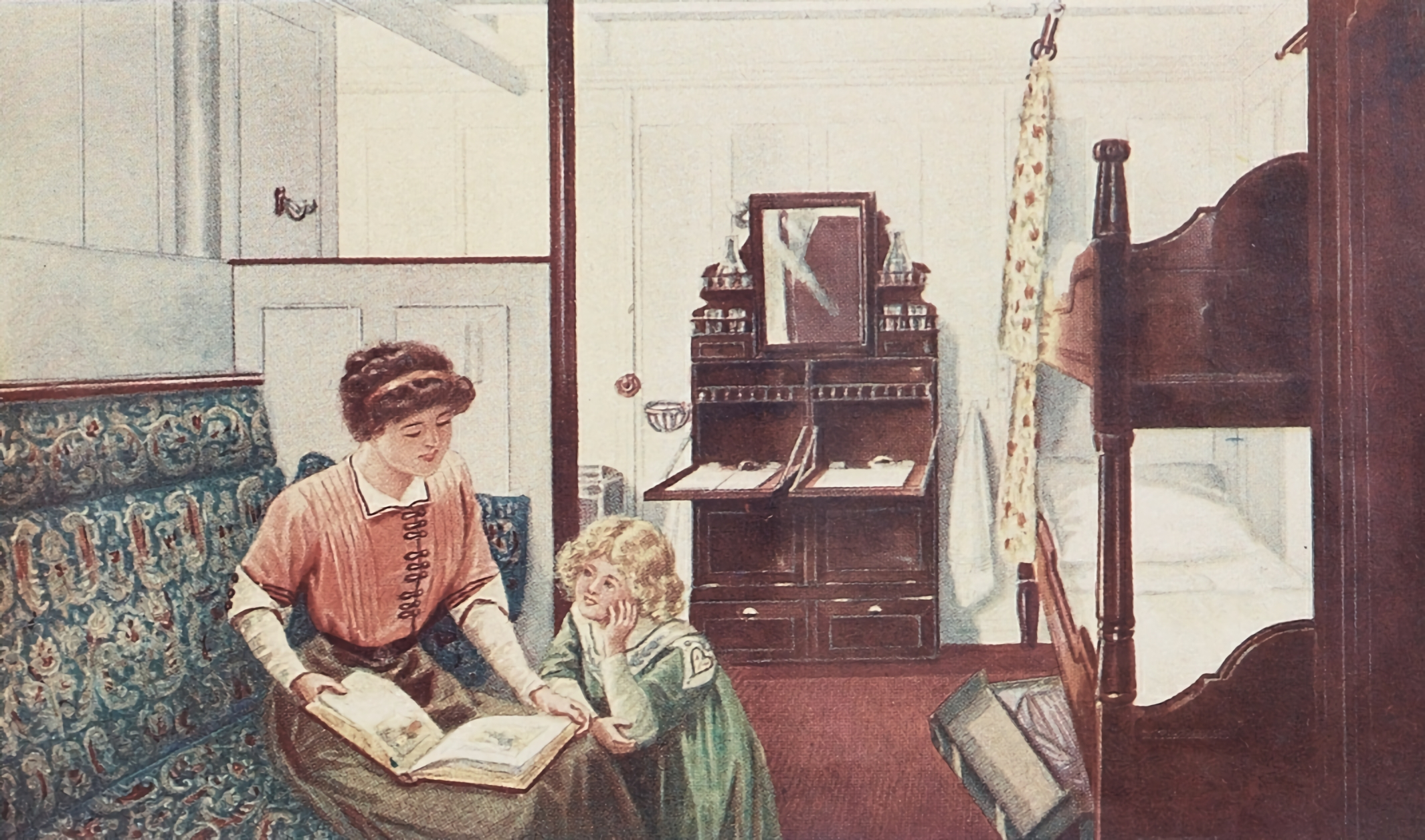
Ilustração de época da cabine da segunda classe nos barcos da Classe Olympic.

A maior parte das cabines de passageiros da segunda classe situava-se à popa, a partir da metade do navio, entre os conveses D e F. A maior parte do Convés E era ocupada pela Segunda Classe, onde também estava localizado o passadiço da entrada principal para os passageiros da Segunda Classe. As cabines eram muito semelhantes em estilo a uma cabine simples da primeira classe, com a exceção de que a maioria era compartilhada entre duas pessoas e continha beliches. Uma boa indicação de como os quartos eram semelhantes é que grandes seções da acomodação de segunda classe no Convés E eram alternativas da  primeira classe, o que significa que eram normalmente reservadas para a segunda classe, mas eram priorizadas para passageiros da primeira classe quando havia alta demanda. As cabines E1 até E42 eram cabines alternativas da segunda / primeira classe, que poderiam acomodar qualquer uma das classes se uma estivesse lotada.
As cabines da segunda classe eram muito confortáveis, com painéis de carvalho pintados de branco acetinado, chão de linóleo, mogno móveis geralmente consistindo de um grande sofá, armário e penteadeira com lavatório, espelho e prateleiras de armazenamento. Todas as torneiras eram conectadas a enormes tanques de água doce localizados no interior do navio e muitos quartos continham lavatórios "inclináveis" como prateleiras que poderiam ser dobradas para dentro do armário para economizar espaço. As cabines compartilhadas eram separadas por sexo, de modo que as mulheres solteiras ou homens geralmente dividiam as cabines uns com os outros. Ao contrário da Primeira Classe, que oferecia muitas cabines com banheiros privativos, os banheiros da  segunda classe eram todos compartilhados. Lavatórios e banheiros comuns foram separados por corredores e divididos por sexo. Um banho poderia ser tomado solicitando à um comissário e a roupa de cama era trocada diariamente.

### Áreas públicas
A segunda classe oferecia aos passageiros uma espaçosa biblioteca / lounge, sala de fumantes, convés de passeio ao ar livre e sala de jantar. Havia também uma barbearia ao lado da grande escadaria de popa no Convés E e o escritório dos comissários onde os passageiros poderiam guardar seus bens valiosos. Havia duas escadarias para os passageiros da Segunda Classe - a principal dianteira se comunicava entre os Convés dos Botes até o Convés F e tinha um elevador, o primeiro a ser apresentado na Segunda Classe a bordo de um transatlântico. A segunda escadaria ligava os conveses F e B e acessava diretamente a biblioteca e a sala de fumantes. Ambas as escadas foram mais modestamente projetadas do que suas contrapartes da Primeira Classe; as balaustradas eram feitas inteiramente de carvalho e o piso era de linóleo branco e vermelho padronizado.

#### Convés de Passeio

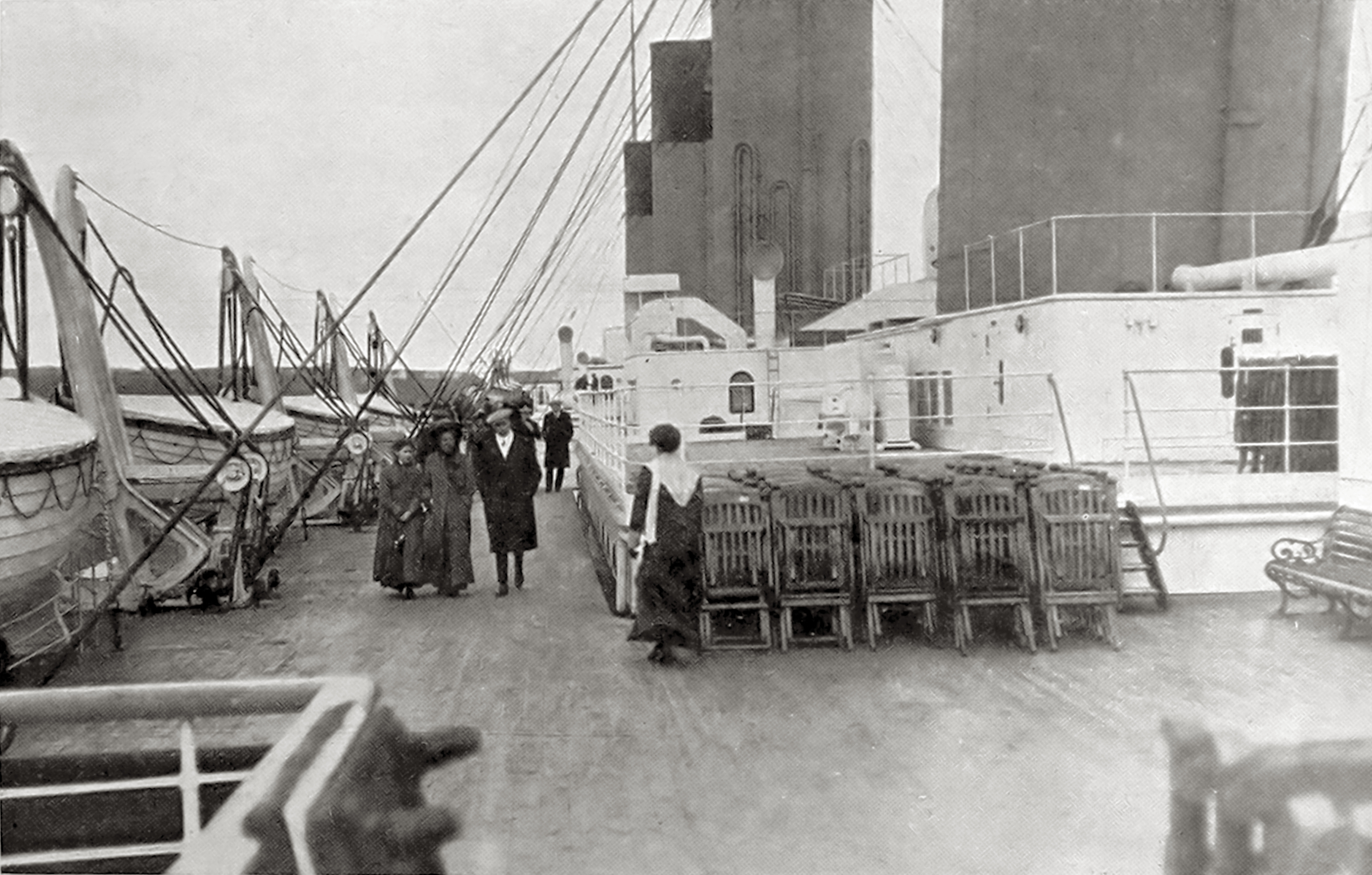
Seção da Segunda Classe do Convés dos Botes no Titanic.

Havia três áreas de passeio ao ar livre separadas para a Segunda Classe. O principal deles era um trecho ao ar livre de 44 metros de comprimento na extremidade traseira do convés dos botes que englobava o teto elevado da Sala de Fumantes da Primeira Classe. Uma pequena casa coberta foi instalada atuando como a entrada da Segunda Classe, de onde o elevador e a escada principal eram alcançados. Havia bancos de ferro forjado com ripas de madeira instalados ao longo do convés e espeguiçadeiras de teca podiam ser alugadas por três shillings/1 dólar por pessoa durante a viagem.
Os outros dois Passeios estavam nos conveses B e C, circundando o Salão de Fumantes e a Biblioteca. O nível do Convés C tinha 25,60 metros de comprimento e era fechado em estruturas de aço com janelas de vidro. Era normalmente usada como uma área para crianças brincarem.

#### Biblioteca

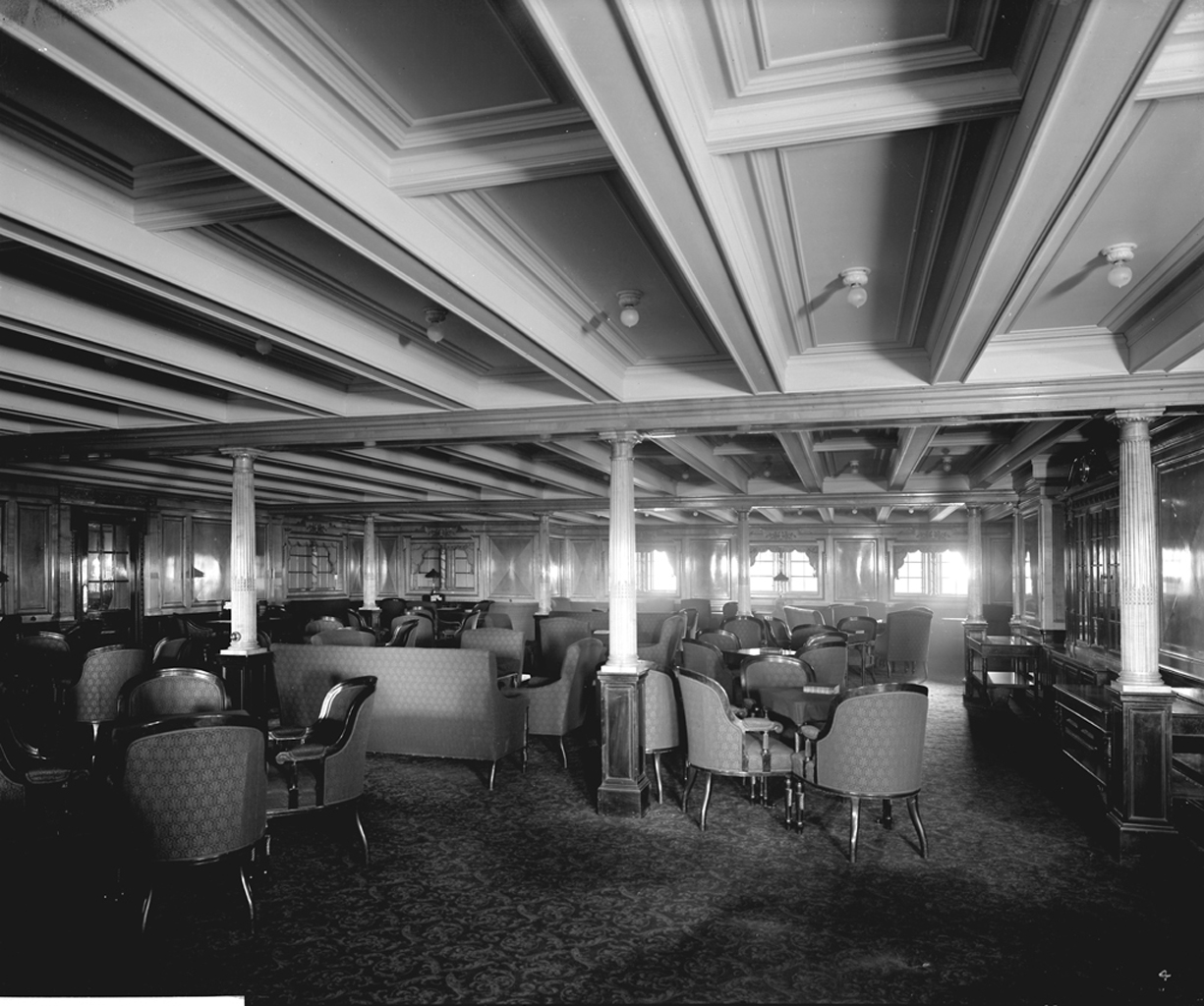
A Biblioteca da Segunda Classe do RMS Olympic, quase idêntica a bordo do Titanic.

A Biblioteca estava localizada no Convés C na extremidade traseira da superestrutura do Titanic, com vista o convés de popa. Decorados no estilo "adamesco", foi revestido com painéis de sicômoro claro e mogno escuro com assentos com colunas. Havia colunas de madeira caneladas pintadas de branco por toda a sala apoiando um teto de gesso. Cadeiras e mesas de mogno mobiliavam a sala, com escrivaninhas perto das janelas com lâmpadas e uma grande estante que funcionava como biblioteca para empréstimo. Esta sala combinou as funções da biblioteca, sala de estar, sala de escrita e sala de desenho.

#### Salão de Fumantes
O Salão de Fumantes, como sua contraparte da Primeira Classe, era um domínio somente para homens. Localizado diretamente acima da Biblioteca, era decorado no estilo Luís XVI, revestido com painéis de carvalho e revestido com azulejos de linóleo. Cadeiras de carvalho, estofadas com "couro de Marrocos"  verde, cercavam mesas quadradas para jogar cartas. Havia um bar adjacente para os mordomos fornecerem bebidas e charutos e um lavatório adjacente.

#### Salão de Jantar
O Salão de Jantar da Segunda Classe ficava localizado na popa do Convés D e compartilhava a mesma cozinha que o salão de jantar da Primeira Classe mais adiante. Embora tivesse apenas metade do tamanho de sua contraparte da Primeira Classe, ainda assim era uma grande sala com 21 metros de comprimento que podia acomodar 394 comensais de uma só vez. Provido de luz natural por vigias, a sala era revestida em carvalho e revestida com piso de linóleo. Havia filas paralelas de mesas de jantar longas e retangulares, em contraste com os confortáveis grupos de assentos da Primeira Classe, e as cadeiras giratórias de mogno, estofadas em couro vermelho, eram aparafusadas ao chão (essa era uma característica padrão mesmo na Primeira Classe a bordo de outros navios).

### Artefatos que sobreviveram
Nada das áreas públicas da Segunda Classe do Titanic sobreviveu em condições de forma apreciável, porque estavam localizados na seção de popa, cujos conveses desabaram em um efeito panqueca um em cima dos outros. O invólucro de aço do Convés C, que continha a escadaria e Biblioteca para a Segunda Classe são discerníveis, juntamente com a área de passeio coberta com suas janelas fechadas. Algumas partes das escadas ainda existem nos destroços do Titanic.
Seções das áreas públicas da Segunda Classe do RMS Olympic sobreviveram por muitos anos na Haltwhistle Paint Factory em Northumberland, Inglaterra antes de serem leiloadas em 2004. Estes incluíam painéis, uma entrada pilastrada com beirais e molduras do Salão de Jantar, a janela e a moldura em volta do Gabinete do Segundo Comissário, e painéis e janelas da escada de Segunda Classe. Parte dos painéis de sicamôro e mogno da Biblioteca do Olympic está instalada no Silver Vestibule do Cutler's Hall em Sheffield, Inglaterra.

## Terceira Classe

### Acomodação

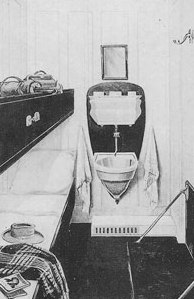
Cabine da Terceira Classe.

A seção da Terceira Classe a bordo do Titanic era perceptivelmente mais confortável do que a oferecida a muitos de seus concorrentes, embora os passageiros da Terceira Classe tivessem a menor proporção de espaço a bordo e muito poucas instalações. A White Star Line ganhou a reputação de fornecer um serviço notavelmente bom na Terceira Classe, que estava se tornando uma parcela cada vez mais lucrativa do serviço transatlântico de passageiros. Tecnicamente chamado de "Steerage", o termo para passageiros imigrantes e mal remunerados alojados em dormitórios em espaço aberto, não se aplica aos passageiros da Terceira Classe do Titanic, todos alojados em cabines privadas de não mais que 10 pessoas.
O alojamento para Terceira Classe era localizado nas partes menos desejáveis do navio, onde os passageiros estavam sujeitos ao ruído e vibrações dos motores. Estes estavam nos conveses inferiores em cada extremidade do navio. Homens solteiros eram alojados na proa enquanto mulheres solteiras eram acomodadas na seção de popa, com famílias ocupando cabines maiores. As cabines eram espaçosas de acordo com os padrões da época, mas muitas vezes de forma irregular, em conformidade com a curvatura das seções de proa e proa do navio. As cabines da Terceira Classe eram muito semelhantes às da Segunda Classe em preço e aparência; as únicas grandes diferenças eram a falta de um guarda-roupa e um estilo diferente de lavatório. Eles eram revestidos de painéis de pinho pintado de branco com piso de linóleo cor rosa salmão, equipado com lavatórios sanitários, colchões e lençóis com a marca White Star (a única exceção eram homens solteiros, que só tinham colchões de palha e um cobertor). Em contraste com a Primeira e a Segunda Classe, havia apenas dois banheiros para atender aos mais de 700 passageiros a bordo de uma só vez.

### Áreas públicas
Havia quatro salas principais para servir os passageiros da Terceira Classe, além do espaço ao ar livre localizado nos conveses na popa, e outro convés  perto da proa. Todos as três salas eram preparados com ênfase na fácil manutenção e higiene.

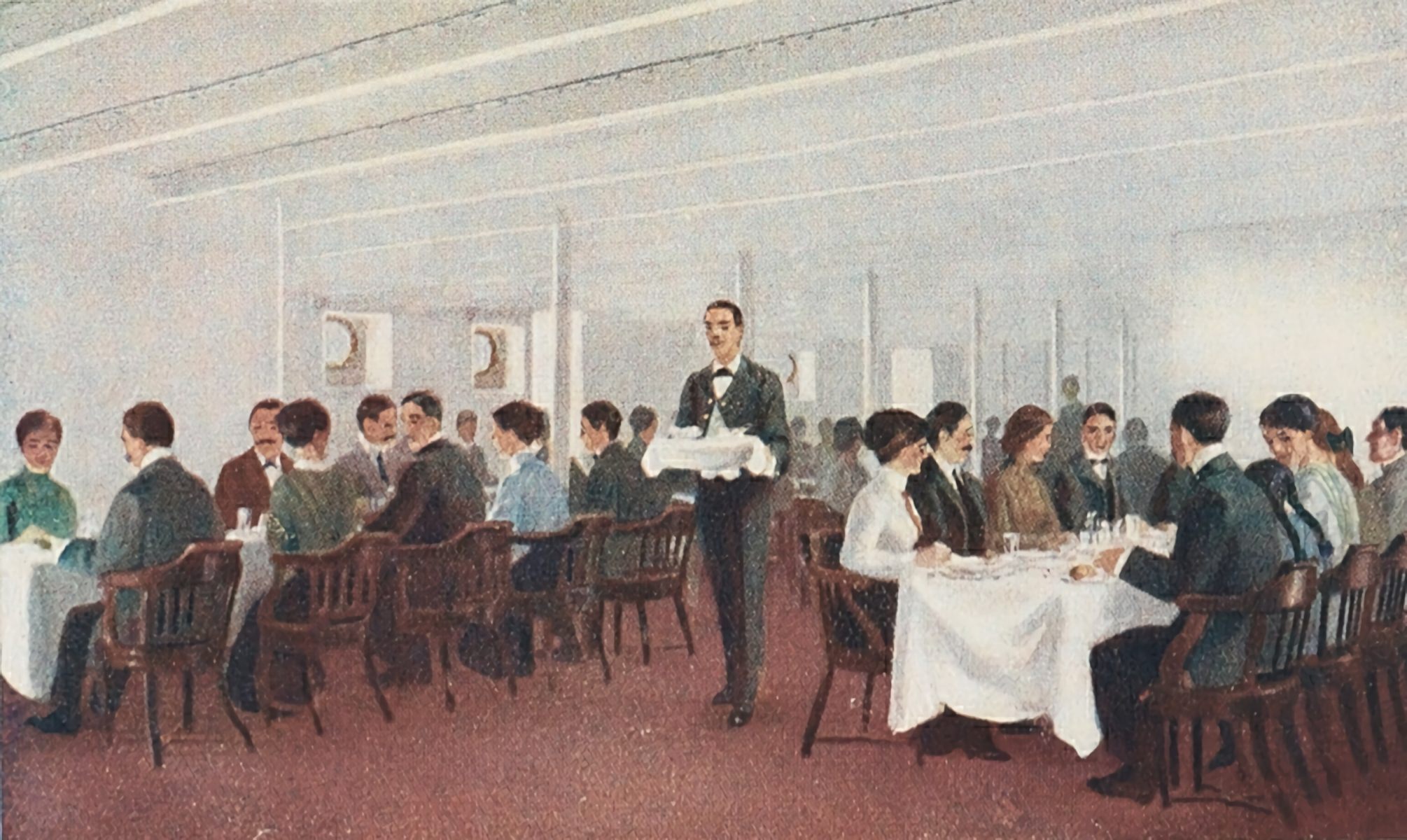
Ilustração do salão de Jantar dos navios da Classe Olympic.

O salão de Jantar estava localizado no meio do navio no Convés F e era na verdade duas salas separadas por um anteparo. Tinha 30 metros de comprimento no total e podia acomodar até 473 pessoas de uma vez. Como outras partes da Terceira Classe, o Salão era segregado: a sala da frente era reservada para famílias e mulheres solteiras, e a sala posterior para homens solteiros. Os poços de absorção das Salas de Caldeira 2 e 3 ocupavam parcialmente os espaços em ambas as salas, dividindo-as em quatro seções diferentes. Havia algumas seções com painéis de pinho, mas de qualquer forma, apenas aço pintado em esmalte branco e cartazes pendurados anunciando outros navios da White Star. No entanto, havia cadeiras de madeira confortáveis e independentes e a sala era iluminada por vigias.
Debaixo do convés de popa  havia dois espaços de encontro para os passageiros da Terceira Classe, o Salão Geral do lado estibordo e a Sala de Fumantes da Terceira Classe do lado bombordo. Ambas eram modestamente decoradas com paredes de painéis de pinho pintadas de branco, piso de linóleo e longos bancos de madeira para sentar. O Salão de Fumantes, um domínio só para homens, tinha seu próprio bar, escarradeiras e mesas presas ao chão para jogar cartas e outras atividades.

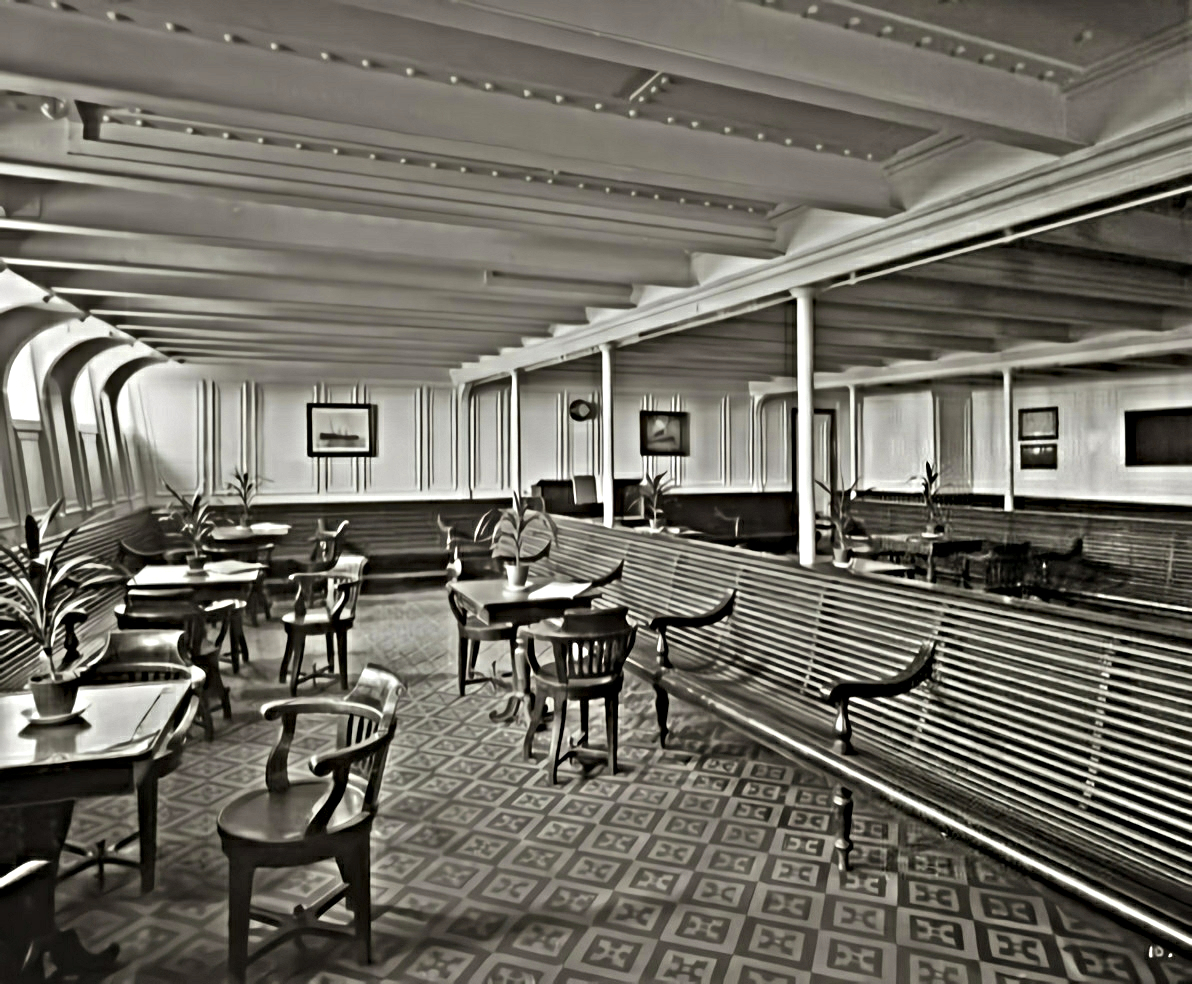
Salão Geral da Terceira Classe do RMS Olympic, quase idêntico do Titanic.

O Salão Geral era um espaço de recreação razoavelmente pequeno, mas popular, para que ambos os sexos interagissem, geralmente sob o olhar atento de seus acompanhantes. Havia um piano na sala e os passageiros com seus próprios instrumentos podiam formar bandas para acompanhar as festas. Uma festa foi realizada nesta sala na noite do naufrágio até as luzes se apagarem às 22:00 h.
O Espaço Aberto da Terceira Classe era uma sala muito grande que podia ser acessada do lado de fora através de duas escadas largas ou de baixo através de outro conjunto de escadas do Convés E. Tinha mesas e cadeiras instaladas ao longo dos lados de bombordo e estibordo, e como o título sugere, a sala era na maior parte espaço aberto ideal para danças e socialização. Havia um bar e inúmeros bebedouros por toda a sala. No meio do espaço estavam os poços fechados das escotilhas de carga através dos quais a carga era baixada para o convés Orlop antes da partida. Era revestido de linóleo vermelho, com o aço exposto do casco pintado em esmalte branco e pendurado com cartazes anunciando a White Star Line e outros navios da International Mercantile Marine.